# Manganite de lanthane
Pour les articles homonymes, voir Manganite (homonymie).
Le manganite de lanthane (LMO) est un composé chimique de formule LaMnO3. Il s'agit d'un solide cristallisé ayant une structure de pérovskite, de formule générique ABO3, dont les sites A sont occupés par des atomes de lanthane tandis que les sites B sont occupés par des atomes de manganèse, plus petits, l'ensemble donnant une structure formée d'octaèdres d'atomes d'oxygène avec un atome central de manganèse. La géométrie cubique de la pérovskite est distordue en géométrie orthorhombique sous l'effet d'une forte distorsion Jahn-Teller de l'octaèdre d'oxygène. Il s'agit d'un isolant électrique antiferromagnétique. Dans ce composé, les atomes de lanthane et de manganèse sont à l'état d'oxydation +3. 
Le manganite de lanthane est le composé parent de plusieurs alliages importants, souvent appelés manganites de terres rares, ou oxydes à magnétorésistance colossale, parmi lesquels on compte le manganite de lanthane dopé au strontium La1−xSrxMnO3 et le manganite de lanthane substitué au calcium. La substitution de certains atomes de lanthane par du strontium ou du calcium introduit autant d'atomes de manganèse à l'état d'oxydation +4. Ce dopage induit divers effets électroniques, tels que la corrélation électronique, à l'origine de la grande variété de diagrammes de phases de ces alliages.